# Reinhard Bohse
Reinhard Bohse (* 1948 in Leuben bei Meißen) ist ein ehemaliger Geologe und Verlagslektor. Er war Mitbegründer des Neuen Forums in Leipzig und Pressesprecher der Stadt Leipzig.

## Leben
Reinhard Bohse wuchs in einer staatstreuen Familie in der DDR auf. Der Vater war Schuldirektor, die Mutter Grundschullehrerin, die ihn christlich erzogen.
Er machte eine Berufsausbildung (zum Gärtner) mit Abitur in Meißen. Danach leistete er seinen Wehrdienst bei der Nationalen Volksarmee.
Ab 1967 studierte Reinhard Bohse Geologie an der Bergakademie Freiberg. Ab 1974 war er als Referent an der Bezirksstelle für Geologie in Leipzig tätig.
1982 wurde Bohse Lektor im Tourist Verlag und absolvierte ein postgraduales Studium des Verlagswesens.
Im Herbst 1989 gehörte Reinhard Bohse zu den Mitbegründern des Neuen Forums in Leipzig. Er war danach maßgeblich an der Entstehung des Forum Verlags und der Wochenzeitung DAZ – Die andere Leipziger Zeitung beteiligt.
1990 wurde Reinhard Bohse Pressesprecher und Leiter für Öffentlichkeitsarbeit der Stadt Leipzig nach der Wahl von Hinrich Lehmann-Grube zum Oberbürgermeister. 1991 gehörte er zu den Mitbegründern von Bündnis 90/Die Grünen in Sachsen. 1998 endete seine Tätigkeit in der Stadtverwaltung.
Seit 2001 war Bohse Pressesprecher und Leiter der Kommunikationsabteilung der Leipziger Verkehrsbetriebe.
Von 2011 bis 2017 hatte er außerdem mehrere Lehraufträge an der Universität Leipzig und der Hochschule Mittweida.
Seit 2012 war er Geschäftsführer von Wortgebrauch GmbH. 2019 war er Direktkandidat für den Wahlkreis Leipzig 2 bei der Landtagswahl für die Freien Wähler (mit 2,9 % Wählerstimmen).
Reinhard Bohse ist Jazzmusiker seit seiner Jugend und Mitbegründer und Mitglied der Jazzband SUM.

## Veröffentlichungen (Auswahl)
Reinhard Bohse war Herausgeber mehrerer Publikationen und verfasste Aufsätze und Artikel in verschiedenen Zeitschriften und Büchern.
Autor
- Wegweiser durch Stadtverwaltung, Behörden und Einrichtungen in Leipzig, 1997
- Von einem, der auszog in eine nicht vergangene Zeit. Leben diesseits der Mauer. Historischer Report, Edition Hamouda, 2021

Herausgeber
- Jetzt oder nie – Demokratie. Leipziger Herbst '89, Forum Verlag Leipzig, 1990
- Heute vor 10 Jahren. Leipzig auf dem Weg zur friedlichen Revolution, Innovatio, 2000, mit Tobias Hollitzer
- Von Stadtbahn und Bus. Chronik der Leipziger Verkehrsbetriebe 1996–2007, 2007
- Akzeptanz in der Medien- und Protestgesellschaft. Zur Debatte um Legitimation, öffentliches Vertrauen, Transparenz und Partizipation, Springer VS, Wiesbaden 2015, mit Günter Bentele